# Cliona favus
Cliona favus är en svampdjursart som beskrevs av Calcinai, Bavestrello och Cerrano 2005. Cliona favus ingår i släktet Cliona och familjen borrsvampar. Inga underarter finns listade i Catalogue of Life.